# Parc Montjoie
Pour les articles homonymes, voir Montjoi.
Le parc Montjoie (en néerlandais : Montjoiepark) est situé à Bruxelles entre l’avenue Winston Churchill et l’avenue Montjoie. Le parc abrite un monument à la mémoire de Jean et Pierre Carsoel, qui firent de nombreux legs à la commune d’Uccle, ainsi qu'une statue pour le centenaire du décès d'Edith Cavell, infirmière et résistante fusillée par l'occupant le 12 octobre 1915.

## Galerie

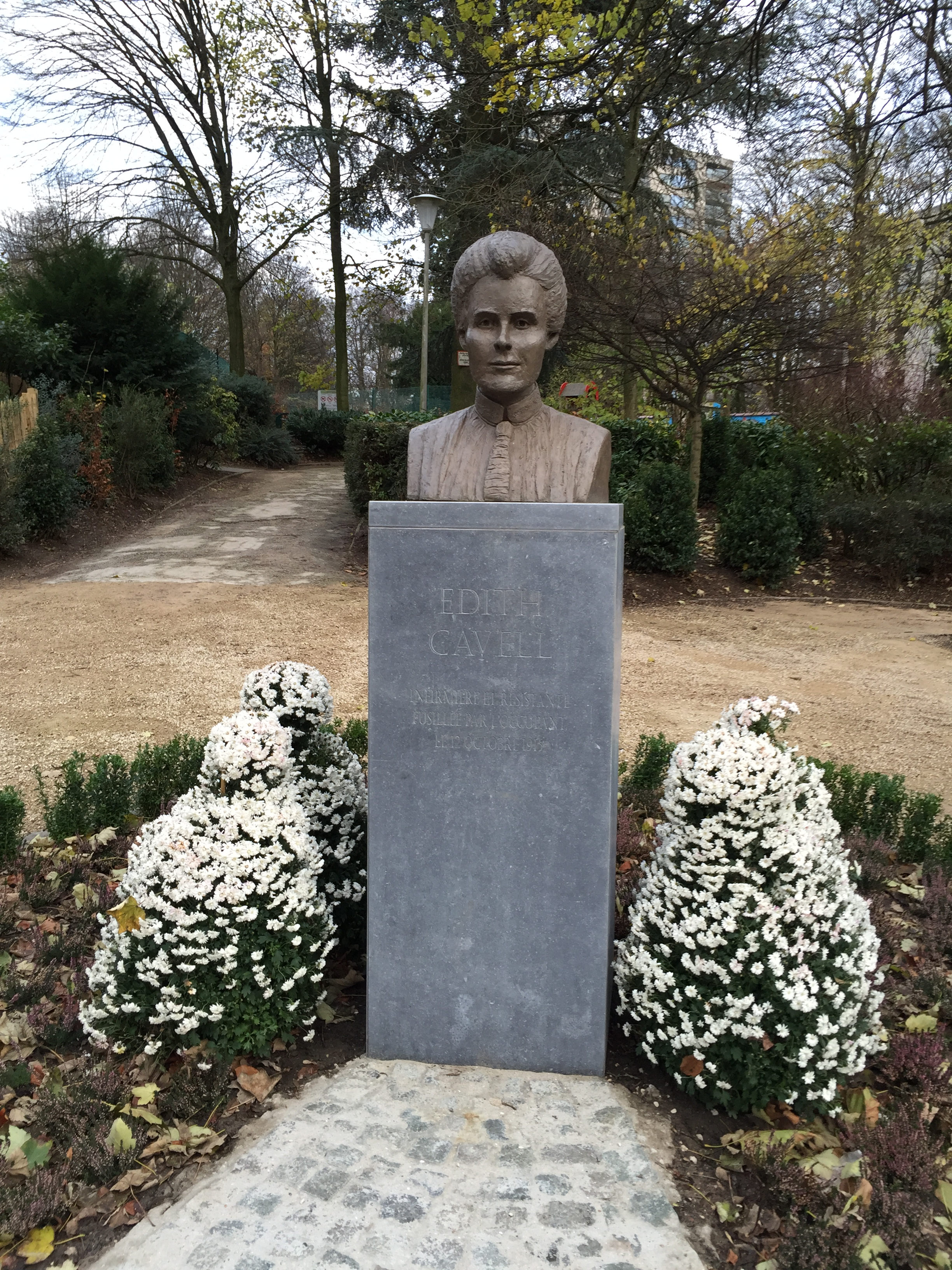
Monument à Edith Cavell à l'entrée du parc. Œuvre de Nathalie Lambert.
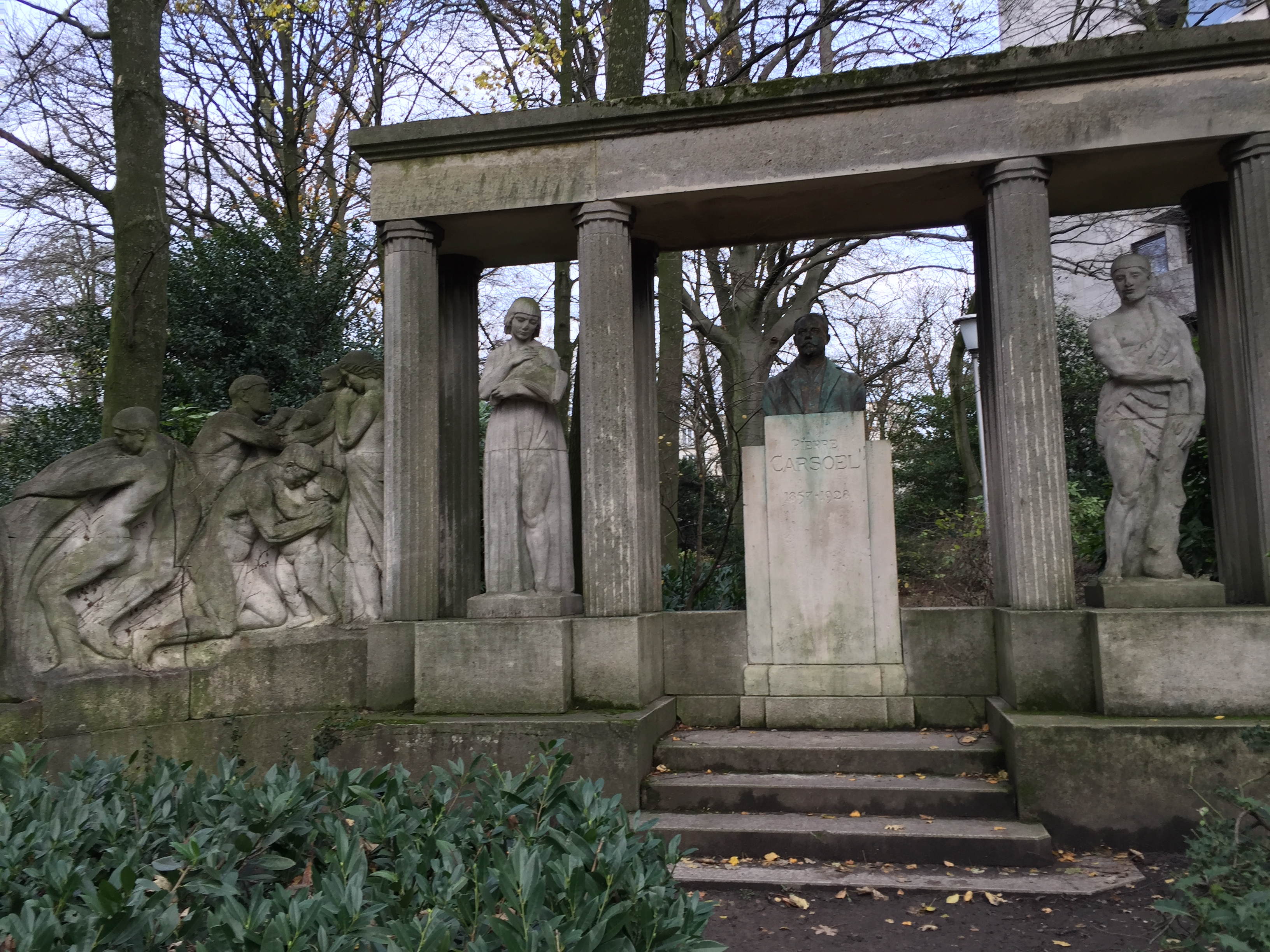
Monument à Jean et Pierre Carsoel. Œuvre de Joseph Witterwulghe[2].
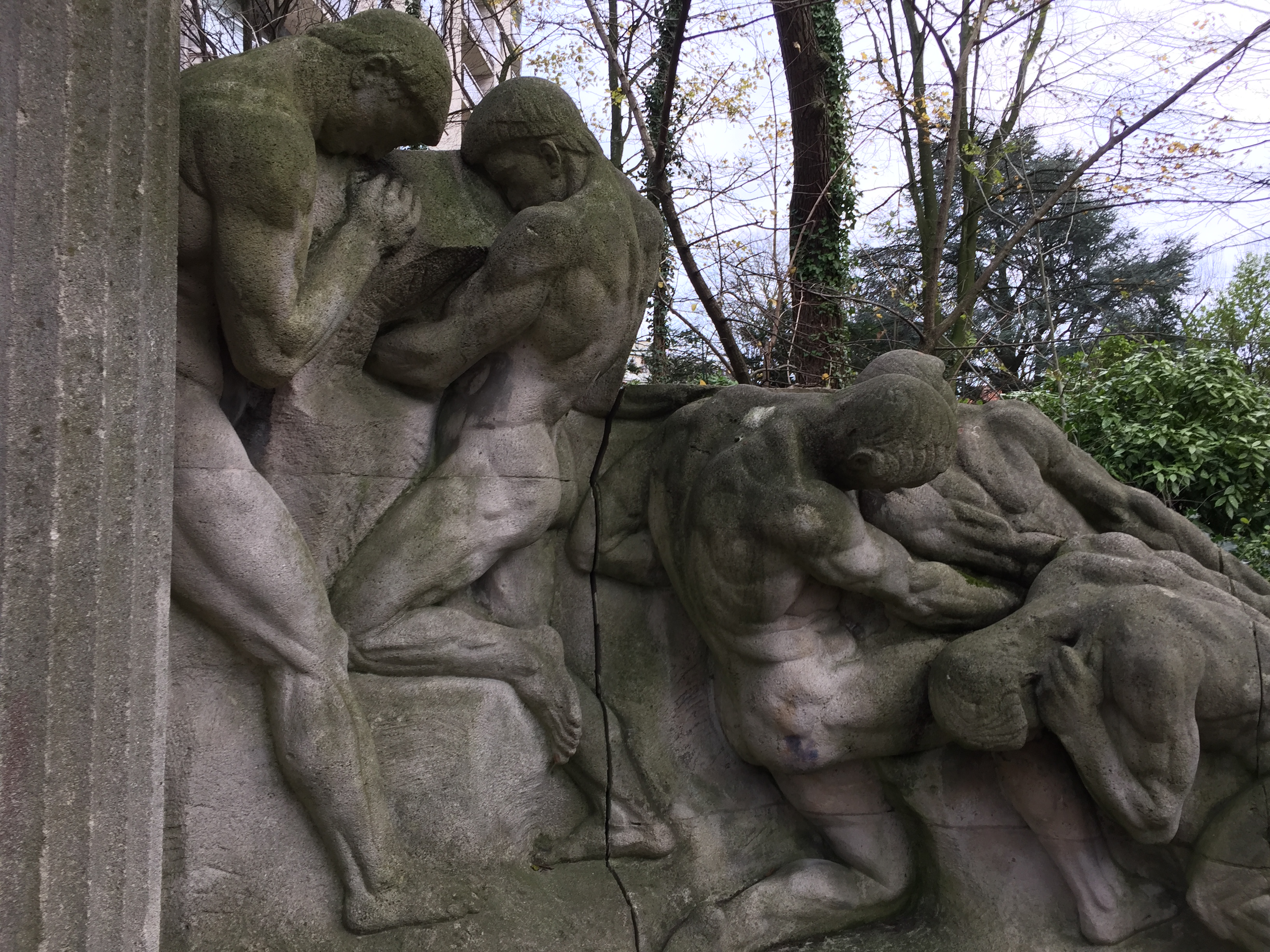
Détail du côté droit du monument Carsoel.